# Markus Vahlefeld
Markus Vahlefeld (geboren am 18. Februar 1966 in Hongkong) ist ein deutsch-britischer Buchautor, Weinexperte und Publizist.

## Biografie
Vahlefeld besuchte die Schule in Hamburg, legte sein Abitur in Washington, D.C. ab und studierte Philosophie in Berlin und Barcelona. 1992 gründete er eine Privatschule, die er bis 1997 als Geschäftsführer leitete. In den folgenden Jahren schrieb er Drehbücher und produzierte Filme. 2007 machte er sein Hobby Weinkunde zum Beruf, berät seitdem Weingüter in Deutschland und bloggt über Wein und Winzer. Reisen zu israelischen Weingütern weckten sein Interesse am Umgang der Deutschen mit Israel. Er veröffentlichte zwei Bücher, ist regelmäßiger Autor bei der Achse des Guten und Gastautor bei The European.
In seinem Buch Mal eben kurz die Welt retten: Die Deutschen zwischen Größenwahn und Selbstverleugnung, das inzwischen in fünfter Auflage erschienen ist, befasste er sich mit Willkommenskultur und Energiewende in Deutschland ab 2015. Das Vorwort schrieb Henryk M. Broder.
Seit 5. Oktober 2022 moderiert Vahlefeld im Internetradio Kontrafunk die wöchentliche Radiosendung „Leib und Speise – Über Ernährung“.
Vahlefeld lebt in Köln und hat ein Büro in einem Weindorf in Rheinhessen.

## Bücher
- Mal eben kurz die Welt retten: Die Deutschen zwischen Größenwahn und Selbstverleugnung, CBX Verlag, 2017, ISBN 978-3-94579-489-0.
- Macht hoch die Tür: Das System Merkel und die Spaltung Deutschlands, Epubli, 2018, ISBN 978-3-74676-766-6.